# Bramsegel

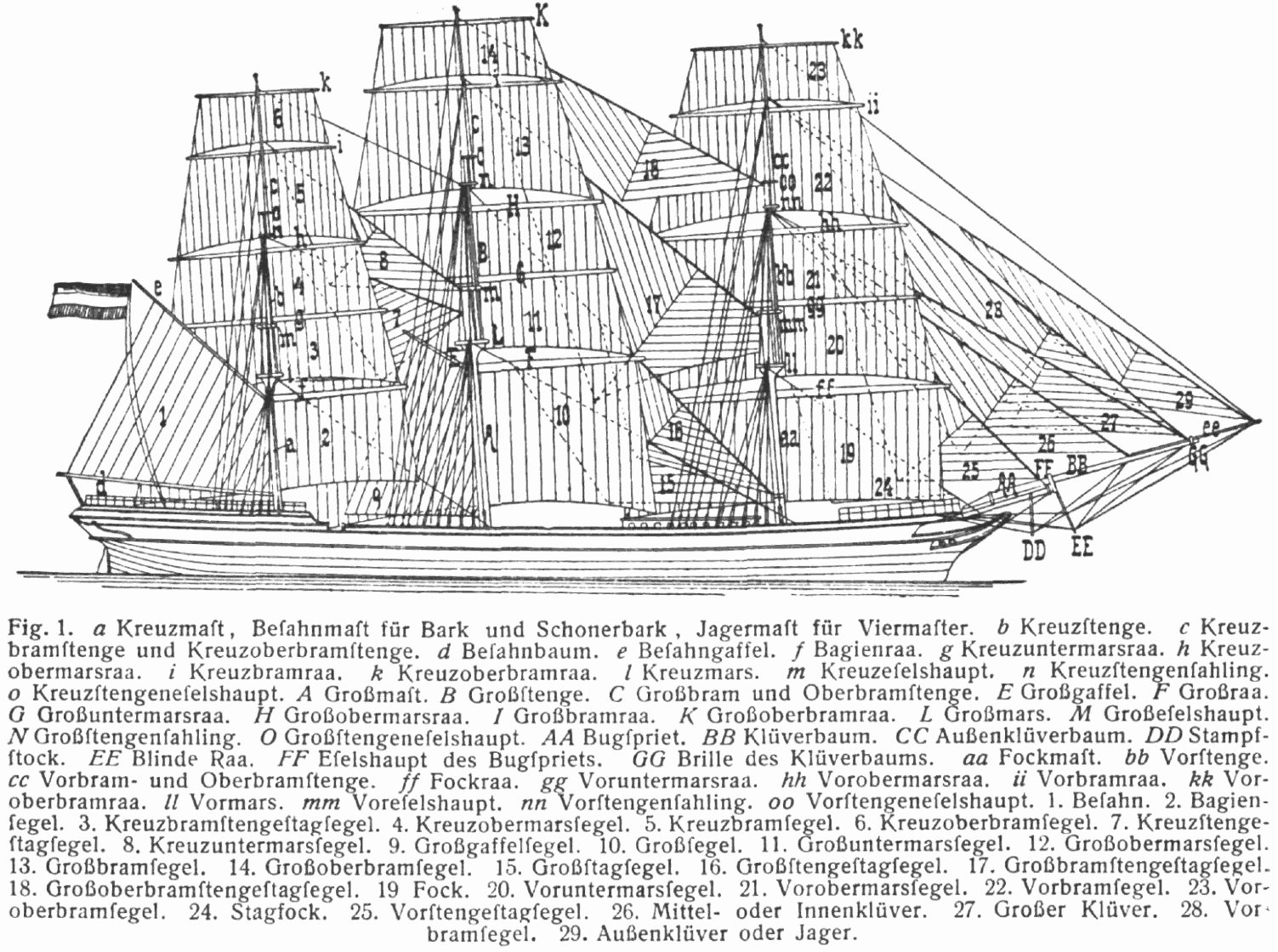
Das Rigg eines Vollschiffes mit Bezeichnung der dazugehörenden Segel und Masten

Ein Bramsegel ist ein Segel, das an eine Rah der Bramstenge angeschlagen wird.
Durch die Teilungsmöglichkeiten von Mars- und Bramsegel kann, je nach Teilungsart, das Bram- bzw. das Unterbramsegel an der dritten oder vierten Position von unten am Mast angeschlagen sein.
Aufgrund der flächenmäßigen Zunahme der Segel während der Entwicklung im Schiffbau sowie der besseren Handhabbarkeit kleinerer Segel wurde das Bramsegel, ebenso wie das Marssegel, im ausgehenden 19. Jahrhundert auf Handelsschiffen häufig geteilt. Liegt eine solche Teilung vor, spricht man von Ober- und Unterbramsegel. Da es auf Schiffen mehrere Masten geben kann, wird zur Unterscheidung der Segel die Bezeichnung des Mastes vor die Segelbezeichnung gesetzt. So entstehen Begriffe wie: Großunterbramsegel, Kreuzoberbramsegel usw.